# Crkveni Bok
Crkveni Bok – wieś w Chorwacji, w żupanii sisacko-moslawińskiej, w gminie Sunja. W 2011 roku liczyła 117 mieszkańców.